# Kokoreç

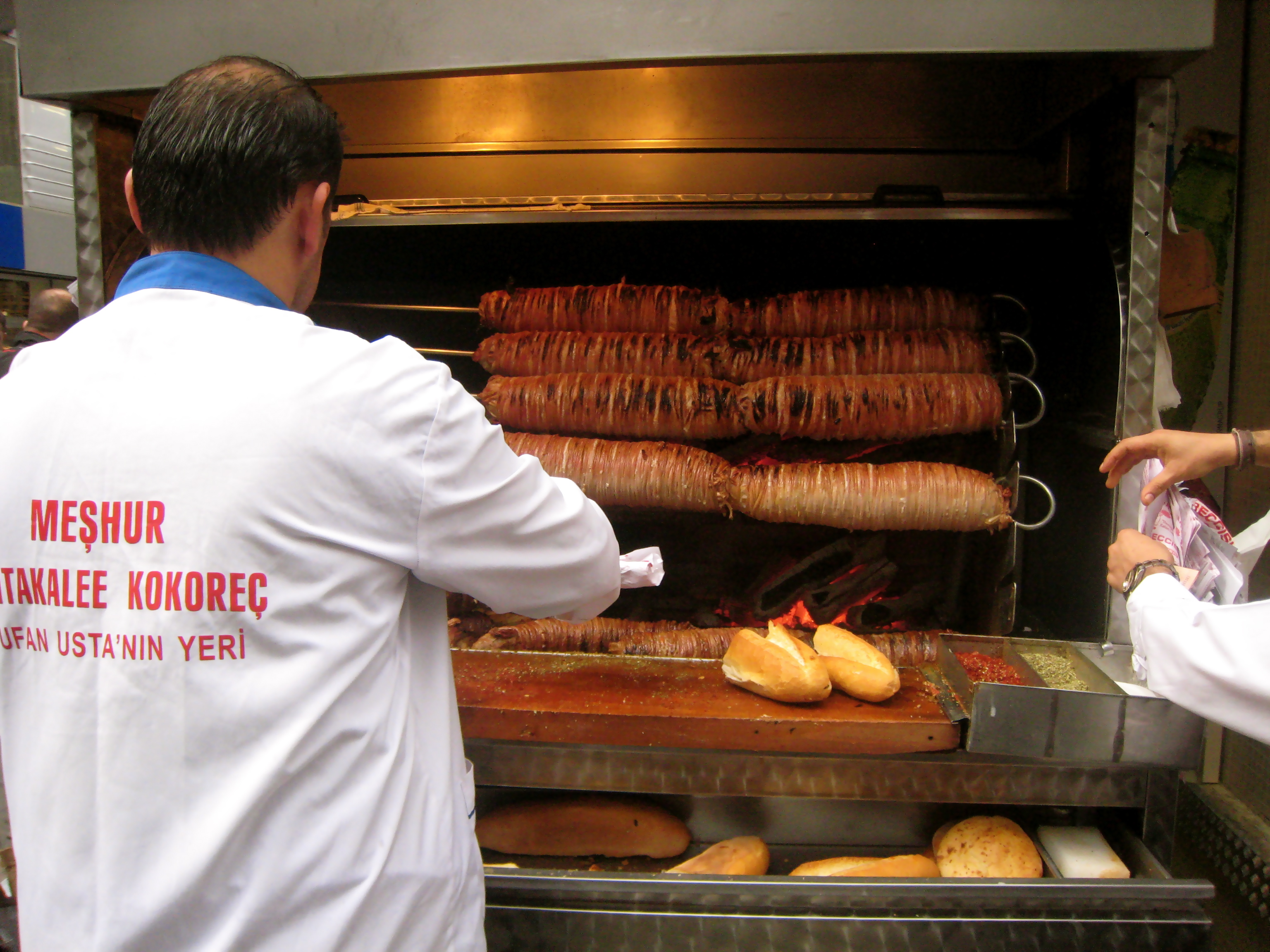
Gatustånd i centrala Istanbul som säljer kokoreç

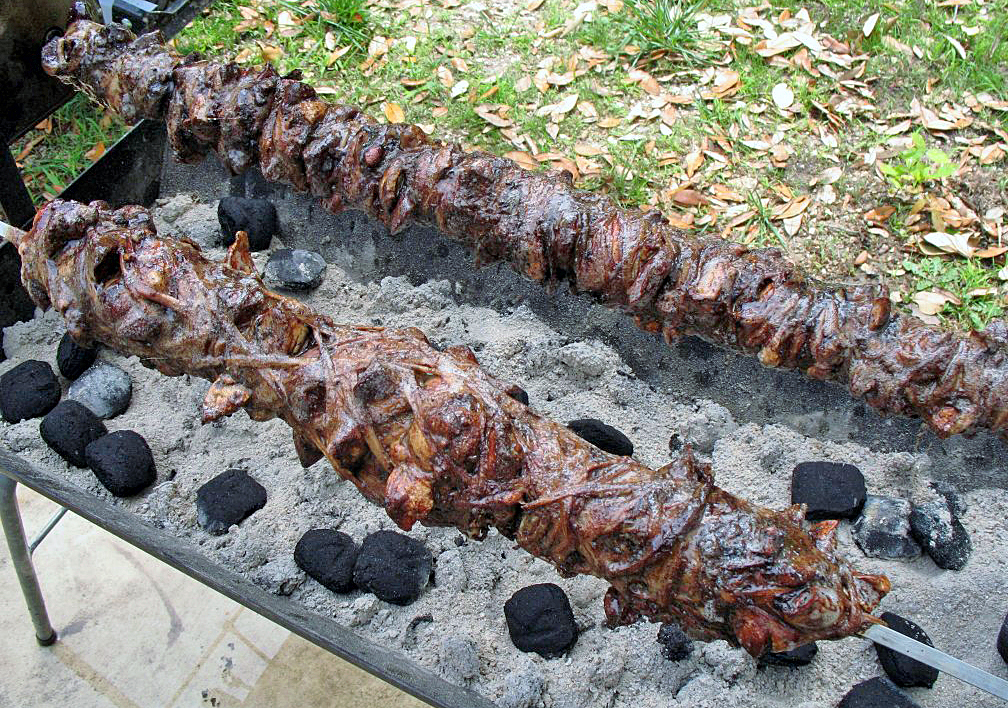
Grekisk kokoretsi

Kokoreç (kokoretsi i Grekland) är en turkisk och grekisk maträtt, med rötter från Balkan, tillagad av grillade fårtarmar.
Den serveras normalt inte på restauranger, utan tillagas och säljs av mobila stånd på gatorna och på några specialiserade restauranger. Kokoreç är en populär snabbmat och stånden är ofta nattöppna, i städer i västra Turkiet som Istanbul och Ankara är kokoreçförsäljare en vanlig syn.

## Tillagning
Liksom alla maträtter tillagade av tarmar och inre organ krävs en omsorgsfull och lång process av rening och tvättning av tarmarna innan de kan börja tillagas. Normalt tillagas kokoreç uppträdda på ett spett som grillas horisontellt över en kolgrill.

## Servering
Rätten anses vara godast om tarmarna kommer från dilamm. Vid servering hackas köttet i småbitar och blandas ofta med tomater och starka kryddor för att sedan serveras i bröd. Den normala serverigen är i ett halvt bröd (Yarım Ekmek Kokoreç) eller i ett kvarts bröd (Çeyrek Ekmek Kokoreç). Den mest traditionella drycken till är ayran, men också Cola och öl dricks till.

## Restauranger
Förutom gatustånden finns det restauranger specialiserade på att servera kokoreç, den mest kända turkiska restaurangkedjan är Şampiyon Kokoreç vars första restaurang låg i Beyoğludistriktet i Istanbul. Idag är det en kedja med ett flertal snabbmatsrestauranger i Istabul och andra turkiska städer som Ankara.